# Allgemeines Rundschreiben Straßenbau
Das Allgemeine Rundschreiben Straßenbau (kurz ARS) wird vom Bundesministerium für Digitales und Verkehr in Deutschland herausgegeben und dient als nachrichtliche Information für Ministerien, Behörden und Organisationen, wenn technische oder vertragsrechtliche Regelwerke eingeführt, ergänzt oder geändert werden. Die Rundschreiben erhalten eine durchlaufende Nummer mit zugehöriger Jahreszahl (beispielsweise Rundschreiben Nr. 12/2010). Die Veröffentlichung erfolgt in der Regel im amtlichen Teil des Verkehrsblatts.